# Netherlands Deathfest
Le Netherlands Deathfest est un festival de metal extrême organisé à Tilbourg, aux Pays-Bas.

## Histoire
Après avoir annoncé la fin du Neurotic Deathfest, Ruud Lemmen, organisateur de ce festival et gérant de la salle du 013 à Tilbourg, est contacté par l'équipe du Maryland Deathfest qui souhaite reprendre le créneau d'un festival en salle de metal extrême en Europe. Ce nouveau festival, le Netherlands Deathfest, est désormais ouvert aux styles de prédilection de son prédécesseur (death metal et grindcore), il consacre aussi sa programmation à d'autres styles et fait globalement appel à des formations plus underground.
L'édition 2016 se déroule du 26 au 27 février au 013 et au Het Patronaat. L'invitation faite au groupes Disma est annulée par l'organisation après qu'une dizaine d'autres formations ait menacé de boycotter le festival en raison des sympathies pour le néonazisme affichées par leur leader dans le cadre d'un autre de ses projets musicaux. L'édition suivante se déroule du 3 au 5 mars 2017 au 013 au même endroit. L'édition 2018 se déroule du 2 au 4 mars, et l'édition 2019 se déroule du 3 au 5 mai. 
Les éditions 2020 et 2021 sont annulées à cause des restrictions liées à la pandémie de Covid-19, imposées par le gouvernement néerlandais. De ce fait, la 5e édition est reportée à 2022. L'édition 2023 est annulée mais l'édition 2024 a lieu.

## Programmations
- 2016[5] : Abigail, Agoraphobic Nosebleed, Angelcorpse, Antropomorphia, Aosoth, Asphyx, Autopsy, Beheaded, Blasphemy, Blaze of Perdition, Blind to Faith, Blockheads, Cenotaph, Coffins, Contrastic, Cripple Bastards, Cruciamentum, Cyness, Darkened Nocturn Slaughtercult, Decimation, Demilich, Disentomb, Dodecahedron, Doom, Dropdead, Entrails, Entrails Massacre, Flesh Parade, Funebrarum, Gadget, Gruesome, Haemorrhage, Heaving Earth, Infest, Inhume, Interment, Keitzer, Kraanium, Magrudergrind, Morpheus Descends, Ofermod, Pig Destroyer, Primitive Man, Profanity, Putrisect, Razor, Revenge, Severe Torture, Squash Bowels, Teethgrinder, Thanatos, Undergang, Visceral Disgorge, Vitamin X, Wolfbrigade, Wormed.

- 2017 : Abbath, Antigama, Baptism, Birdflesh, Bloodbath, Brodequin, Cancer, Candlemass (interprétant Nightfall), Carnivore Diprosopus, Cianide, Collision, Convulse, Corpsessed, Craft, Dead Congregation, Dead Infection, Deathrow, Death Toll 80k, Defeated Sanity, Demolition Hammer, Disavowed, Discharge, Embryonic Devourment, Exhumed, General Surgery, Ghoul, Goat Torment, God Macabre, Gorgasm, Gorgoroth, Grave Miasma, Gride, Hooded Menace, Horna, Impaled, Impaled Nazarene, Inferia, Ingrowing, Iron Lung, Kerasphorus, Lycanthrophy, Malignancy, Martyrdöd, Myrkskog, Needful Things, Nifelheim, Nocturnal Graves, Pseudogod, Regarde les hommes tomber, Repulsion, Sargeist, Shrine of Insanabilis, Sick of Stupidity, Sinister, Svartidauði, Terrorizer (interprétant World Downfall), Triptykon, True Black Dawn, Tsjuder, Uada, Vastum, wojczech, Wormrot.

- 2018[6] : 1349, Angel Witch, At the Gates, Aura Noir, Broken Hope, Carcass, Cauldron Black Ram, Devourment, Esoteric, Claudio Simonetti's Goblin, Guttural Secrete, Hellbomb, Mortuary Drape, Mournful Congregation, Nunslaughter, Rotten Sound, Sadistic Intent, Shape of Despair, Skinless, Urn, Victims, Yacøpsæ.

- 2019[3],[7] : 
  - 3 mai : Anaal Nathrakh, Add time, Auroch, Brujería, Cryptopsy, Electric Wizard, Extinction of Mankind, Fubar, Morta Skuld, Rippikoulu.
  - 4 mai : Bethlehem, Butcher ABC, Carpathian Forest, Cenotaph, Cliteater, Father Befouled, Grave Miasma, Graveyard, Gutalax, Jupiterian, Krypts, Pestilence, Tormentor, Unleashed.
  - 5 mai : Deicide, Encoffination, Holocausto Canibal, Incantation, Intestine Baalism, Mgła, Naglfar, Phlebotomized, Possession, Prostitute Disfigurement, Revenge, Severe Torture, Viscera Infest, Vomitory.

- 2020-2021 : éditions annulées en raison de la pandémie de Covid-19.

- 2022[8] : Acid Witch, Antichrist Siege Machine, Asthma Castle, Atheist, Autopsy, Bile, Birdflesh, Blood Feast, Blood Incantation, Bowel Erosion, Cadaveric Incubator, Cancer, Carcass, Cardiac Arrest, Cavalera (Return Beneath Arise), Cephalic Carnage, Cerebral Rot, Cloud Rat, Coroner, Crosspitter, Dark Fortress, Deeds of Flesh, Deicide, Demilich, Demolition Hammer, Destruction, Divine Eve, Drawn and Quartered, Enforced, Exhorder, Frizzi 2 Fulci, Ghoul, Gravesend, Graveyard, Human Effluence, Hypocrisy, Immolation, Impaled, Imprecation, Infest, Malformity, Malignant Altar, Massacre, Miasmatic Necrosis, Monstrosity, Mortician, Mortiferum, Napalm Raid, Necrofier, Necrophobic, No/Mas, Nocturnus AD, November's Doom, Nunslaughter, Obituary, Onslaught, Panzerfaust, Pink Mass, Primitive Man, Profanatica, Putrid Pile, Pyrexia, Retching Pus, Rottrevore, Sacralegia, Sacramentum, Scattered Remnants, Schirenc Plays Pungent Stench, Scorched, Scorched, Shock Narcotic, Skeletal Remains, Spite, Squash Bowels, Suffering Hour, Suffocation, Sulfuric Cautery, The Ruins of Beverast, Throaat, Total Maniac, Triptykon, Triumph of Death, UADA, Vio-lence, Warfuck, Warmask, Whoresnation, Yautja, Zombie Assault.
- 2023 : Annulée[8]
- 2024[8] : 1349, Abbath, Agalloch • Ahab, Archagathus, Archgoat, Arcturus, Artificial Brain, At War, Aura Noir, Avulsed, Beheaded, Bloodbath, Blue Holocaust, Bølzer, Brodequin, Broken Hope, Cemetery Piss, Cenotaph, Chthe'ilist, Contaminated, Cryptopsy, Daeva, Deathhammer, Defeated Sanity, Depulsed, Derkéta, Dismember, Dread Sovereign, Drugs of Faith, Esoteric, Extortion, Forbidden, Fossilization, Gorguts, Grave Miasma, Haemorrhage, Imperialist, Impure, Incinerate, Inhume, Internal Suffering, Intestinal Disgorge, Intimidation Display, Iron Lung, Jig-Ai, Kontusion, Kurnugia, Lack of Interest, Mayhem, Mork, Morta Skuld, Mortuary Drape, Necessary Death, Nest, Ninth Realm, Nixil, Noctem, Noisy Neighbors, Nuclear Tomb, One Master, Organ Failure, Perdition Temple, PoonTickler, Primordial, Putrisect, Ripper, Sacrifice, Severe Torture, Siege Column, Sinmara, Sissy Spacek, Skinless, Sodom, Soilent Green, Spectral Voice, Spectral Wound, Spirit Possession, Stabbing, Torturous Descent, Vacant Eyes, Vermin Womb, Vomi noir, Vomitory, Weekend Nachos, Yacøpsæ, Yellow Eyes.

- 2025 : Prévue du 22 au 25 mai.